# Carl Gustav von Rosen
Le comte Carl Gustav von Rosen est un aviateur suédois né le 19 août 1909 à Helgesta dans la province suédoise de Södermanland et décédé le 13 juillet 1977 en Éthiopie. Fils de l'explorateur Eric von Rosen (1879–1948) et de son épouse née baronne Mary Fock (1887-1967), il est aussi le neveu de Carin Göring (1888-1931), première épouse d'Hermann Göring.

## Jusqu'à la Seconde Guerre mondiale
Gustav von Rosen est pris de passion pour l'aviation, en partie sous l'influence de Hermann Göring, pilote de guerre durant le premier conflit mondial, avant de devenir sous le Troisième Reich, chef de la Luftwaffe. Von Rosen travaille comme mécanicien, avant de participer à des acrobaties aériennes. Lors de la guerre d’Éthiopie (1935-36), envahie par l'Italie fasciste, Von Rosen participe à un pont aérien pour la Croix-Rouge. Après cette guerre, il s'engage aux Pays-Bas dans la compagnie d'aviation KLM, première firme publique d'aviation au monde, et devient un de ses plus grands pilotes. Il se marie avec une néerlandaise, avant de s'engager comme pilote de chasse dans l'armée de l'air finlandaise lors de la Guerre d'Hiver, en 1939, contre l'Union soviétique fournissant trois appareils payés avec son argent personnel. Un an plus tard, après l'invasion allemande des Pays-Bas en 1940, von Rosen émigre en Grande-Bretagne et tente de joindre la RAF, qui le rejette en raison de sa proximité familiale avec le dignitaire nazi Hermann Göring. Sa femme, néerlandaise, rejoint la résistance et meurt pendant la guerre, tandis que le comte continue de voler pour KLM sur la ligne Londres-Lisbonne.

## Après-guerre
Après-guerre, von Rosen devient instructeur pour l'armée de l'air éthiopienne, avant de devenir pilote pour le deuxième Secrétaire général des Nations unies, Dag Hammarskjöld (qui meurt lors d'un « accident d'avion » lors de la Crise congolaise, alors que Von Rosen était alité).
Il est recruté par l'association catholique Caritas pour ravitailler la province du Biafra en 1968. Lié au Vatican, Caritas considère qu'il s'agit d'une guerre de religion, et décide de soutenir les Igbos chrétiens, bien que la religion ne soit pas la principale cause de la guerre. Von Rosen décide de soutenir les Ibos, et faute de pouvoir se procurer des avions de guerre, organise une escadrille de cinq Malmö MFI-9 (en), des petits avions habituellement utilisés pour s'entraîner au vol. L'origine de ces armes est attribuée à la France, un des rares pays qui soutenait les Igbos (une aide critiquée car pour ses détracteurs, elle n'a fait que prolonger la guerre). L'escadrille ainsi constituée inflige aux Nigérians des pertes impressionnantes, et en attaquant les aéroports, elle détruit des avions de combat beaucoup plus puissants et chers, comme les MiG-17.
Il participe ensuite à la guerre de l'Ogaden en 1977, entre l'Éthiopie et la Somalie, avant de mourir dans une attaque de la guérilla somalienne le 13 juillet 1977 à Gode.